# 田邉会
田邉会（たなべかい）は、静岡県静岡市に拠点を置く日本の暴力団で、指定暴力団・六代目山口組の3次団体。上部団体は六代目清水一家。
会長・田邉 仁は、二代目美尾組組長・高木康男の人望も厚く、美尾組を支える傘下組長の一人。 静岡市を中心に金融・不動産等、幅広く活動し、その資金源も確たるものがある。 田邉会も含め他の組織（稲川会 森田一家、山口組 後藤組傘下組織等）が混在する静岡市両替町（静岡市で一番の飲み屋街）でも、「田辺 仁」の地位及び知名度は非常に高く、知らない者はいない。 2ちゃんねるによる（根拠不明）と、ある意味この地区で恐れられている存在でもある。